# Dana Rosemary Scallon
Dana Rosemary Scallon, ismertebb nevén Dana (született: Rosemary Brown, London, Egyesült Királyság, 1951. augusztus 30. –) ír énekesnő, politikus.

## Pályafutása
Énekesi pályafutása az 1970-es Eurovíziós Dalfesztivállal kezdődött, amelyet 18 éves diáklányként nyert meg All Kinds of Everything című dalával, Írország első győzelmét aratva ezzel a dalfesztiválon. A dal kilenc hétig vezette az ír slágerlistát, két hétig listavezető volt az Egyesült Királyságban, de hasonlóan sikeres volt például Ausztráliában, Dél-Afrikában és Szingapúrban is. Később is sikeres volt, bár az első dalának világsikerét többé nem sikerült megismételnie.
1975-től éveken át torokproblémákkal küzdött, az újságok már arról is írtak, hogy többé nem fog tudni énekelni. Végül sikeresen felépült.
1978-ban feleségül ment Damien Scallonhoz, egy ír üzletemberhez. Az esküvőt, melyet Dana lakhelyén, Londonderryben, a St. Eugen katedrálisban tartottak, óriási érdeklődés övezte. A katedrálison kívül több ezer rajongó várakozott. Három gyermekük született, Grace, Susanna és Robert. 1979-ben műtétei után új albumot adott ki "The Girl Is Back" ("A lány visszatért") címmel, mely nagy sikert aratott. 1997-ben politikusi pályára lépett, függetlenként indult az ír elnökválasztáson, ahol harmadik lett. 1999-ben -ezúttal is független indulóként- európai parlamenti képviselőnek választották. 2004-ben elvesztette tagságát, és a következő évtől már ismét a zene került előtérbe.
2006-ban férjével létrehozott egy saját zenei kiadót. Az elsőként kiadott albumok egyike volt a "Totus Tuus", mely egy II. János Pál pápa emlékének szentelt válogatáslemez volt. 2007-ben kiadott egy gyermeklemezt "Good Morning Jesus: Prayers & Songs for Children of All Ages" ("Jó reggelt Jézus: Imádságok és dalok bármilyen korú gyermekeknek") címmel.
2008-ban zsűritagként részt vett a 2008-as Eurovíziós Dalfesztivál ír nemzeti döntőjén, majd élesen kritizálta a győztes Dustint, a pulykabábot.

## Diszkográfia
| Kislemezek | Albumok |
| --- | --- |
| - 1967 Sixteen / Little Girl Blue - 1968 Come Along Murphy / Patrick O'Donnell - 1968 Heidschi Bumbeidschi / Ten Second Girl - 1969 Look Around / No Road Back - 1970 All Kinds of Everything / Channel Breeze UK #1 - 1970 I Will Follow You / With a Little Love - 1971 Who Put the Lights Out / Always a Few Things UK #14 - 1971 Today / Don't Cry My Love - 1971 Isn't it a Pity / Swallow Fly Away - 1972 New Days…New Ways / Love is a Friend of Mine - 1972 Crossword Puzzle / Where is he - 1973 Do I Still Figure in Your Life / A Ticket to Nowhere - 1973 Sunday Monday Tuesday / Corner of the Sky – Morning Glow - 1975 Please Tell Him That I Said Hello / Darlin' Come Home Soon UK #8 - 1975 Are You Still Mad at Me / There's Nothin' You Can Do to Change My Mind - 1975 It's Gonna Be a Cold Cold Christmas / The Goodbye Song UK #4 - 1976 Never Gonna Fall in Love Again / Have Love Will Travel UK #31 - 1976 Fairytale / Country Girl UK #13 - 1976 I Love How You Love Me / Darlin' Come Home Soon - 1977 Put Some Words Together / Look Before You Leap - 1979 Something's Cookin' in the Kitchen / Slipaway UK #44 - 1979 I Can't Get Over Getting Over You / Everynight - 1979 Totus Tuus / Cliffs of Dooneen - 1980 When a Child is Born / It's no Secret - 1981 Dream Lover / Dance - 1981 Lady of Knock - 1982 I Feel Love Comin' On / Lovely Baby UK #66 - 1982 You Never Gave Me Your Love / Marathon - 1982 Yer Man - 1982 If You Really Love Me / Sad Song - 1985 Little Things Mean a Lot / (Crying) Till the Morning Light UK #92 - 1985 If I Give My Heart to You - 1987 Baby Come Back to Me - 1989 Harmony - 2005 Children of the World | - 1970 All Kinds of Everything - 1974 The World of Dana - 1975 Have a Nice Day - 1976 Love Songs and Fairytales - 1979 The Girl is Back - 1980 Everything is Beautiful - 1981 Totally Yours - 1982 Magic - 1983 Let There Be Love - 1984 Please Tell Him That I Said Hello - 1985 If I Give My Heart to You - 1987 In the Palm Of His Hand - 1987 No Greater Love - 1989 The Gift of Love - 1990 All Kinds of Everything (válogatáslemez) - 1991 Dana's Ireland - 1991 The Rosary - 1992 Lady of Knock - 1993 Hail Holy Queen - 1993 Say Yes! - 1995 The Healing Rosary - 1996 Dana The Collection - 1997 Humble Myself - 1997 Forever Christmas - 1997 Heavenly Portrait - 1998 The Best of Dana - 1998 Stations of The Cross - 2004 Perfect Gift - 2005 In Memory of Me - 2006 Totus Tuus - 2007 Good Morning Jesus! |